# تشاو ليانغ
تشاو ليانغ (بالصينية: 赵亮) هو مخرج صيني، ولد في 1971 في لياونينغ في الصين.

## وصلات خارجية
- تشاو ليانغ على موقع IMDb (الإنجليزية)
- تشاو ليانغ على موقع ألو سيني (الفرنسية)
- تشاو ليانغ على موقع أول موفي (الإنجليزية)
- تشاو ليانغ على موقع قاعدة بيانات الفيلم (الإنجليزية)
- تشاو ليانغ على موقع كينوبويسك (الروسية)